# Omar Tejeda
Alejandro Omar Tejeda (Veracruz, Veracruz de Ignacio de la Llave, México, 22 de agosto de 1988) es un futbolista mexicano. Juega como Mediapunta y actualmente está libre. 

## Trayectoria
En 2003 jugó la copa de una empresa refresquera conocida mundialmente (Pepsi), siendo el máximo goleador en todas sus etapas; regional, estatal, nacional e internacional.
Ha vestido las camisetas de diversos clubs, entre los que se encuentra el Linces de Xalapa (Tercera División), Tiburones Rojos de Veracruz, Tampico Madero Fútbol Club, Club de Gimnasia y Esgrima La Plata, Lobos de la BUAP, Correcaminos de la UAT y FBC Melgar

## Clubes
| Club                          | País                | Año         | Partidos | Goles | Media |
| ----------------------------- | ------------------- | ----------- | -------- | ----- | ----- |
| Tiburones Rojos Coatzacoalcos | México              | 2006 - 2007 | 18       | 1     | 0.05  |
| Tampico Madero                | México              | 2008        | 6        | 1     | 0.16  |
| Tiburones Rojos               | México              | 2009 - 2010 | 20       | 2     | 0.10  |
| Lobos BUAP                    | México              | 2011 - 2017 | 217      | 38    | 0.18  |
| FBC Melgar                    | Perú                | 2018        | 21       | 9     | 0.43  |
| Lobos BUAP                    | México              | 2018        | 6        | 0     | 0     |
| Correcaminos de la UAT        | México              | 2019        | 26       | 7     | 0.27  |
| FBC Melgar                    | Perú                | 2020        | 12       | 2     | 0.16  |
| Albinegros de Orizaba         | México              | 2021        |          |       |       |
| Total en su carrera           | Total en su carrera | 2006 - Act. | 326      | 60    | 0.32  |

## Palmarés

### Títulos nacionales
| Título             | Club       | País   | Año  |
| ------------------ | ---------- | ------ | ---- |
| Ascenso MX         | Lobos BUAP | México | 2017 |
| Campeón de Ascenso | Lobos BUAP | México | 2017 |

### Distinciones individuales
| Distinción                                                                                          | Año  |
| --------------------------------------------------------------------------------------------------- | ---- |
| Incluido en el equipo ideal del Torneo de Verano de Perú según el portal periodístico DeChalaca.com | 2018 |